# Reservation Dogs
Reservation Dogs ist eine US-amerikanische Dramedy-Serie, die von Taika Waititi und Sterlin Harjo erdacht wurde. Die Serie handelt von vier indigenen Teenagern, die in einem ländlichen Reservat aufwachsen und davon träumen, ihrem tristen Alltag zu entkommen. Zwischen Gaunereien und Freundschaft wird ihr Weg zur Selbstfindung und Erwachsenwerden humorvoll und bewegend erzählt.
Die Hulu-Serie wurde in drei Staffeln vom 9. August 2021 bis zum 27. September 2023 auf FX on Hulu veröffentlicht. Im deutschsprachigen Raum erfolgte die Erstveröffentlichung der Streamingserie vom 13. Oktober 2021 bis zum 29. November 2023 durch Disney+ via Star als Original.
Die Serie wurde von Kritikern positiv aufgenommen und für mehrere Preise nominiert, so 2024 für den Emmy als beste Comedyserie.

## Handlung
Der junge Bear Smallhill lebt mit seiner Mutter in einem Reservat in Oklahoma. Er und seine Freunde bilden eine Gang, die sich mit kleinen Gaunereien etwas Geld verdient. Bear scheint der geborene Anführer zu sein, doch ein Problem gibt es, denn er ist nicht ganz das, was man eine ausgeprägte Kämpfernatur nennen kann, und auch die anderen Gang-Mitglieder sehen ihn nicht wirklich auf dieser Position. Doch durch die Anleitung eines Kriegers aus seiner Ahnenreihe, den er in Visionen sieht, könnte er dieser Rolle gerecht werden. Elora Danan hingegen hat das Zeug zur Anführerin, aber sie fokussiert sich mehr darauf, aus dem Reservat herauszukommen und nach Kalifornien zu gelangen, und vergisst dabei ihre eigenen Stärken, so dass sie des Öfteren die Güte und den Anmut in sich und um sich herum nicht wahrnimmt. Die kluge und harte Willie Jack ist das schlagende Herz der Gang. Sie kümmert sich um jedes Mitglied ihrer Gruppe. Der ruhige und sanfte Cheese würde für seine Freunde einmal durch die Hölle und zurück gehen und zieht mit diesen bereitwillig mit.
Vor einem Jahr verstarb das fünfte Mitglied der Gang, Daniel. Er war Willies Cousin, Bears bester Freund und Elora scheint in ihn verliebt gewesen zu sein. Die vier hinterbliebenen Freunde versuchen seither, den Verlust zu verstehen, und sehen die Schuld in der Armut und Perspektivlosigkeit des Reservats.
Zu Ehren von Daniel beschließen sie, seinen Traum, nach Kalifornien zu entfliehen, zu ihrem eigenen Ziel zu machen. Doch auf ihrem Weg dorthin muss sich die Gang allerlei Herausforderungen stellen. Sie müssen den Meth-Junkies vom Schrottplatz am Rande der Stadt ausweichen, dürfen nicht ins Visier des verschwörungsbesessenen Polizisten Big geraten und müssen einen Bandenkrieg gegen eine rivalisierende Gang gewinnen, die von der rätselhaften Jackie angeführt wird.

## Besetzung und Synchronisation
Die deutschsprachige Synchronisation entsteht nach den Dialogbüchern von Marina Rehm und Franziska Kruse sowie unter der Dialogregie von Heiko Obermöller durch die Synchronfirma Splendid Synchron in Köln.

### Hauptdarsteller
| Rolle          | Schauspieler         | Synchronsprecher |
| -------------- | -------------------- | ---------------- |
| Bear Smallhill | D’Pharaoh Woon-A-Tai | Luca Kämmer      |
| Elora Danan    | Devery Jacobs        |                  |
| Willie Jack    | Paulina Alexis       |                  |
| Cheese         | Lane Factor          | Patrick Kropp    |

### Nebendarsteller
| Rolle       | Schauspieler   | Synchronsprecher   |
| ----------- | -------------- | ------------------ |
| Jackie      | Elva Guerra    | Esther Brandt      |
| Officer Big | Zahn McClarnon | Robert Levin       |
| Rita        | Sarah Podemski |                    |
| Daniel      | Dalton Cramer  | Markus J. Bachmann |

## Episodenliste

### Staffel 1
| Nr. (ges.) | Nr. (St.) | Deutscher Titel         | Originaltitel          | Erstausstrahlung (USA) | Deutschsprachige Erstveröffentlichung (D/A/CH) | Regie              | Drehbuch                      |
| ---------- | --------- | ----------------------- | ---------------------- | ---------------------- | ---------------------------------------------- | ------------------ | ----------------------------- |
| 1          | 1         | F*ckin' Rez Dogs        | F*ckin' Rez Dogs       | 9. Aug. 2021           | 13. Okt. 2021                                  | Sterlin Harjo      | Sterlin Harjo & Taika Waititi |
| 2          | 2         | NDN-Klinik              | NDN Clinic             | 9. Aug. 2021           | 13. Okt. 2021                                  | Sydney Freeland    | Sterlin Harjo                 |
| 3          | 3         | Onkel Brownie           | Uncle Brownie          | 16. Aug. 2021          | 20. Okt. 2021                                  | Blackhorse Lowe    | Sterlin Harjo                 |
| 4          | 4         | Was ist mit deinem Dad? | What About Your Dad    | 23. Aug. 2021          | 27. Okt. 2021                                  | Sydney Freeland    | Bobby Wilson & Tommy Pico     |
| 5          | 5         | Come and Get Your Love  | Come and Get Your Love | 30. Aug. 2021          | 3. Nov. 2021                                   | Blackhorse Lowe    | Sterlin Harjo                 |
| 6          | 6         | Die Jagd                | Hunting                | 6. Sep. 2021           | 10. Nov. 2021                                  | Sterlin Harjo      | Sterlin Harjo                 |
| 7          | 7         | California Dreamin’     | California Dreamin’    | 13. Sep. 2021          | 17. Nov. 2021                                  | Tazbah Rose Chavez | Tazbah Rose Chavez            |
| 8          | 8         | Sturmwarnung            | Satvrday               | 20. Sep. 2021          | 24. Nov. 2021                                  | Sterlin Harjo      | Migizi Pensoneau              |

### Staffel 2
| Nr. (ges.) | Nr. (St.) | Deutscher Titel                        | Originaltitel                   | Erstausstrahlung (USA) | Deutschsprachige Erstveröffentlichung (D/A/CH) | Regie              | Drehbuch                                       |
| ---------- | --------- | -------------------------------------- | ------------------------------- | ---------------------- | ---------------------------------------------- | ------------------ | ---------------------------------------------- |
| 9          | 1         | Der Fluch                              | The Curse                       | 3. Aug. 2022           | 1. Feb. 2023                                   | Sterlin Harjo      | Sterlin Harjo, Dallas Goldtooth & Ryan RedCorn |
| 10         | 2         | Lauf                                   | Run                             | 3. Aug. 2022           | 1. Feb. 2023                                   | Sterlin Harjo      | Sterlin Harjo, Dallas Goldtooth & Ryan RedCorn |
| 11         | 3         | Dachdecker                             | Roofing                         | 10. Aug. 2022          | 1. Feb. 2023                                   | Erica Tremblay     | Sterlin Harjo & Chad Charlie                   |
| 12         | 4         | Mabel                                  | Mabel                           | 17. Aug. 2022          | 1. Feb. 2023                                   | Danis Goulet       | Sterlin Harjo & Kawennáhere Devery Jacobs      |
| 13         | 5         | Wirf dein Netz                         | Wide Net                        | 24. Aug. 2021          | 1. Feb. 2023                                   | Tazbah Rose Chavez | Tazbah Rose Chavez                             |
| 14         | 6         | Dekolonialisierung                     | Decolonativization              | 31. Aug. 2022          | 1. Feb. 2023                                   | Tazbah Rose Chavez | Erica Tremblay                                 |
| 15         | 7         | Mach's gut, Cheesy Boy                 | Stay Gold Cheesy Boy            | 7. Sep. 2022           | 1. Feb. 2023                                   | Blackhorse Lowe    | Bobby Wilson                                   |
| 16         | 8         | Die Stelle, an der es kompliziert wird | This Is Where the Plot Thickens | 14. Sep. 2022          | 1. Feb. 2023                                   | Blackhorse Lowe    | Blackhorse Lowe & Sterlin Harjo                |
| 17         | 9         | Opfergaben                             | Offerings                       | 21. Sep. 2022          | 1. Feb. 2023                                   | Sterlin Harjo      | Migizi Pensoneau                               |
| 18         | 10        | Ich glaube noch immer                  | I Still Believe                 | 20. Sep. 2021          | 1. Feb. 2023                                   | Sterlin Harjo      | Tommy Pico                                     |

### Staffel 3
| Nr. (ges.) | Nr. (St.) | Deutscher Titel            | Originaltitel        | Erstausstrahlung (USA) | Deutschsprachige Erstveröffentlichung (D/A/CH) | Regie                     | Drehbuch                         |
| ---------- | --------- | -------------------------- | -------------------- | ---------------------- | ---------------------------------------------- | ------------------------- | -------------------------------- |
| 19         | 1         | Heimfahrt                  | BUSSIN               | 2. Aug. 2023           | 29. Nov. 2023                                  | Danis Goulet              | Sterlin Harjo & Dallas Goldtooth |
| 20         | 2         | Maximus                    | Maximus              | 2. Aug. 2023           | 29. Nov. 2023                                  | Tazbah Chavez             | Tazbah Chavez                    |
| 21         | 3         | Deer Lady                  | Deer Lady            | 9. Aug. 2023           | 29. Nov. 2023                                  | Danis Goulet              | Sterlin Harjo                    |
| 22         | 4         | Strafe muss sein           | Friday               | 16. Aug. 2023          | 29. Nov. 2023                                  | Tazbah Chavez             | Erica Tremblay                   |
| 23         | 5         | Ein Haus aus Wasserpfeifen | House Made of Bongs  | 23. Aug. 2023          | 29. Nov. 2023                                  | Blackhorse Lowe           | Tommy Pico & Sterlin Harjo       |
| 24         | 6         | Würstchen-Sandwich         | Frankfurter Sandwich | 30. Aug. 2023          | 29. Nov. 2023                                  | Blackhorse Lowe           | Bobby Wilson & Sterlin Harjo     |
| 25         | 7         | Wahoo!                     | Wahoo!               | 6. Sep. 2023           | 29. Nov. 2023                                  | Kawennáhere Devery Jacobs | Migizi Pensoneau                 |
| 26         | 8         | Wir ziehen das durch       | Send It              | 13. Sep. 2023          | 29. Nov. 2023                                  | Erica Tremblay            | Sterlin Harjo & Ryan RedCorn     |
| 27         | 9         | Eloras Vater               | Elora's Dad          | 20. Sep. 2023          | 29. Nov. 2023                                  | Sterlin Harjo             | Kawennáhere Devery Jacobs        |
| 28         | 10        | In der Tiefe               | Dig                  | 27. Sep. 2023          | 29. Nov. 2023                                  | Sterlin Harjo             | Chad Charlie & Sterlin Harjo     |

## Rezeption
Insgesamt sind bei Rotten Tomatoes 99 % der gelisteten Kritiken positiv. Hier sind 98 % der ersten und sowohl 100 % der zweiten, als auch 100 % der Kritiken der dritten Staffel positiv.
Bei Metacritic hat die Serie eine Wertung von 89/100, basierend auf 54 Kritiken.